# Дробницкий, Дмитрий Олегович
Дми́трий Оле́гович Дробни́цкий (род. 20 марта 1968 года, Москва, РСФСР, СССР) — российский политолог-американист, специалист по американской внешней и внутренней политике, писатель-фантаст, публицист, блогер.
Автор научно-фантастических произведений под псевдонимом Максим Жуков.

## Биография

### Первые годы
Родился 20 марта 1968 года в Москве, в интеллигентной семье. Отец — Олег Дробницкий (1933—1973), философ, специалист в области этики и западноевропейской философии, доктор философских наук. Мать — Тамара Кузьмина (род. 1936), доктор философских наук, ведущий научный сотрудник Института философии РАН (до 2017 года). По окончании школы поступил в МГУ на Физический факультет, который окончил в 1993 году. По окончании университета работал в ряде коммерческих фирм, специализирующихся на полиграфии. Срочную службу в Вооруженных Силах СССР проходил в военно-строительных частях.

### Предприниматель и бизнесмен
С 1997 года по 2006 год работал генеральным директором московского ООО «Полиграфика». С октября 2006 года являлся директором по развитию ООО «Московский центр упаковки». С ноября 2007 года занимал пост генерального директора Vangenechten Packaging Russia.

### Политолог и писатель
Под псевдонимом Максим Жуков в 2006 году издал собственный научно-фантастический роман «Оборона тупика», а в 2011 году — повесть «Разумение». Сотрудничал с Агентством политических новостей, в котором выпустил несколько статей и рецензий к кинофильмам.
С 2006 года — автор публикаций в общественно-политических изданиях. Сам Дробницкий о смене своего профессионального направления в своей статье «Русский человек несчастен (считает ИФРАН и Чехов)» в живом журнале написал: «Я и сам в прошлом успешный менеджер и администратор от Бога! Я понял, что надо уйти из менеджмента и перестать вести со своими друзьями/знакомыми по среднему классу разговоры о бизнесе. Я вышел на все возможные площадки, чтобы говорить об идеологии. Это важно».
В 2012—2014 годах являлся автором портала «Terra America». Вместе с другими представителями портала стоял у истоков политологического жанра интеллектуального расследования.
С 2018 года ведёт авторскую программу «Американские горки» на радио «Вести FM».
Публиковался в «Русском журнале», «Известиях», газете «Взгляд» и «Независимой газете». Ведёт авторский блог на RT. Является частым гостем политических ток-шоу Владимира Соловьёва.

## Произведения
- Жуков М. Оборона тупика: научно-фантастический роман. — М.: Эксмо, 2006. — 475 c. — 8000 экз. — ISBN 5-699-17809-0.
- Жуков М. Разумение // Знание — сила: Фантастика. — 2012. — № 1. — С. 3—24.

## Цитаты
- Весь окружающий нас мир — он ведь зачем-то создан! И Библия учит нас тому, что создан он был не как игрушка Бога, а как место, где человек обретет подобие Божие.